# لوبيتا فيرير
يولاندا غوادالوب فيرير فوينمايور وتعرف فنيا باسم لوبيتا فيرير (بالإسبانية: Lupita Ferrer)‏ (6 ديسمبر 1947 بماراكايبو، فنزويلا)، وهي ممثلة مسرح، سينما وتلفزيون فنزويلية.

## حياتها
ولدت يولاندا غوادالوب فيرير فوينمايور في 6 ديسمبر 1947 في ماراكايبو بفنزويلا لوالدين مهاجرين من إسبانيا، وأصبحت ذات شهرة واسعة بسببجمالها (وبالخصوص عينيها الواسعتين) وحضورها المتميز والقوي.
منذ طفولتها اكتسب خلفية مسرحية، حيث بدأ منذ سن 15 سنة في أداء هاملت للكاتب وليم شكسبير كشخصية أوفيليا. وفي سن 18 سنة قدمت مسرحية دونيا روزيتا العانس  (بالإسبانية: Doña Rosita la soltera)‏ في حضرة الرئيس الفنزويلي آنذاك راؤول ليوني والذي أخذ انطباعا جيدا عن أدائها وموهبتها.
خلال الستينات عملت فيرير في عدة أفلام فنزويلية وأخرى فنزويلية مكسيسكية كمنتجة منفذة للعديد من الفنانين كالممثل كانتنفلاس، ثم تحولت للتمثيل خلال السبعينات في أفلام هوليود مع ممثلين كتوني كرتيس.
أول تيلينوفيلا لها كانت باسم الزمرد  (بالإسبانية: Esmeralda)‏، وكانت القصة حول امرأة شابة مصابة بالعمى، ثم تيلينوفيلا باسم ماريانا دي لا نوش في 1975 حول قصة حب مستحيلة لامرأة تدعى ماريا، ماريا تيتيزا وكان حول سيدة فقدت الشعور بالحياة بعد وفاة ابنتها، ثم أخيرا كريستال وتدور قصته حول سيدة أعمال ناجحة حلمها أن يكون لها طفل.
تزوجت فيرير من المخرج الأمريكي هال بارليت الشهير بفوزه بجائزة غرامي لأفضل موسيقى تصويرية، وقد دام زواجهما 4 سنوات.
في 2006 شاركت في المسلسل الأمريكي الشهير بيتي القبيحة مع سلمى حايك.

## الجوائز والترشيحات
| السنة | الجائزة                         | الفئة                 | النتيجة |
| ----- | ------------------------------- | --------------------- | ------- |
| 2002  | جوائز رابطة النقاد الأرجنتينيين | جائزة الجدارة والتميز | فوز     |
| 2005  | رابطة نقاد الفن                 | أفضل مسار فني         | فوز     |
| 2012  | جوائز المجتمعات الإسبانية       | أفضل دور الشر         | رُشِّح     |
| 2013  | جوائز ميامي لايف                | أفضل ممثل بطولة       | فوز     |
| 2013  | جوائز ميامي لايف                | أفضل ممثل بطولة       |         |
| 2013  | جوائز العالم الفنية             | رُشِّح                   |         |
| 2014  | منظمة هيسبانا للفن اللاتيني     | أفضل ممثل تيلينوفيلا  | فوز     |
| 2015  | مهرجان فنزويلا للفن             | أفضل مسار فني         | فوز     |